# Briga Alta
Briga Alta (Ra Briga Âuta in brigasco, Briga Àuta in ligure) è un comune italiano di 43 abitanti della provincia di Cuneo in Piemonte. È il terzo comune meno popoloso d'Italia, preceduto da Morterone e Pedesina e risulta essere uno dei pochi comuni italiani con una densità inferiore ad 1 ab./km² (cioè pari a 0,71).

## Geografia fisica
Il comune è suddiviso in due parti separate fisicamente. Comprende tutta la parte settentrionale della valle del torrente Negrone in sinistra orografica e la testata della valle, compresa la fonte del Tanarello, e si stende in parte in val Pesio. Una parte del monte Bertrand (2.481 m) si trova nel territorio comunale di Briga Alta; il punto più alto del territorio comunale è la Punta Marguareis (2651 m). Si trova nella parte più meridionale della regione e tra la sede comunale di Piaggia e le frazioni di Upega e Carnino risulta necessario entrare in territorio ligure, superando il valico della Colletta delle Salse. Il territorio di Briga Alta è infatti una parte del comune di Briga Marittima rimasta all'Italia dopo la seconda guerra mondiale, quando il capoluogo venne ceduto alla Francia. Il comune di Briga, a sua volta, era stato aggregato alla provincia di Cuneo staccandolo dalla provincia di Nizza in seguito al Risorgimento.
Il comune faceva parte della comunità montana Alto Tanaro Cebano Monregalese, oggi soppressa, e del Parco naturale della Alta Valle Pesio e Tanaro, ora chiamato Parco naturale del Marguareis. Il punto più meridionale del comune (e dell'intero Piemonte) è il monte Saccarello (2.200 m) al confine con la Francia e la Liguria, di cui costituisce il punto più elevato.

## Storia
È costituito dalle borgate di Piaggia (capoluogo), Upega e Carnino, ossia da quella porzione del Comune di Briga Marittima che, essendo situata nell'alto bacino del Tanaro, è rimasta italiana dopo il passaggio dell'alta Val Roia alla Francia. L'attuale comune di Briga Alta mantiene il toponimo Briga in ricordo del vecchio comune, mentre Briga Marittima, attualmente denominata La Brigue, è passata alla nazione transalpina dopo la seconda guerra mondiale insieme al comune di Tenda per gli effetti dei Trattati di Parigi del 10 febbraio 1947. La vicenda è raccontata nel docufilm E ci si trova dall'altra parte di Nicola Farina.

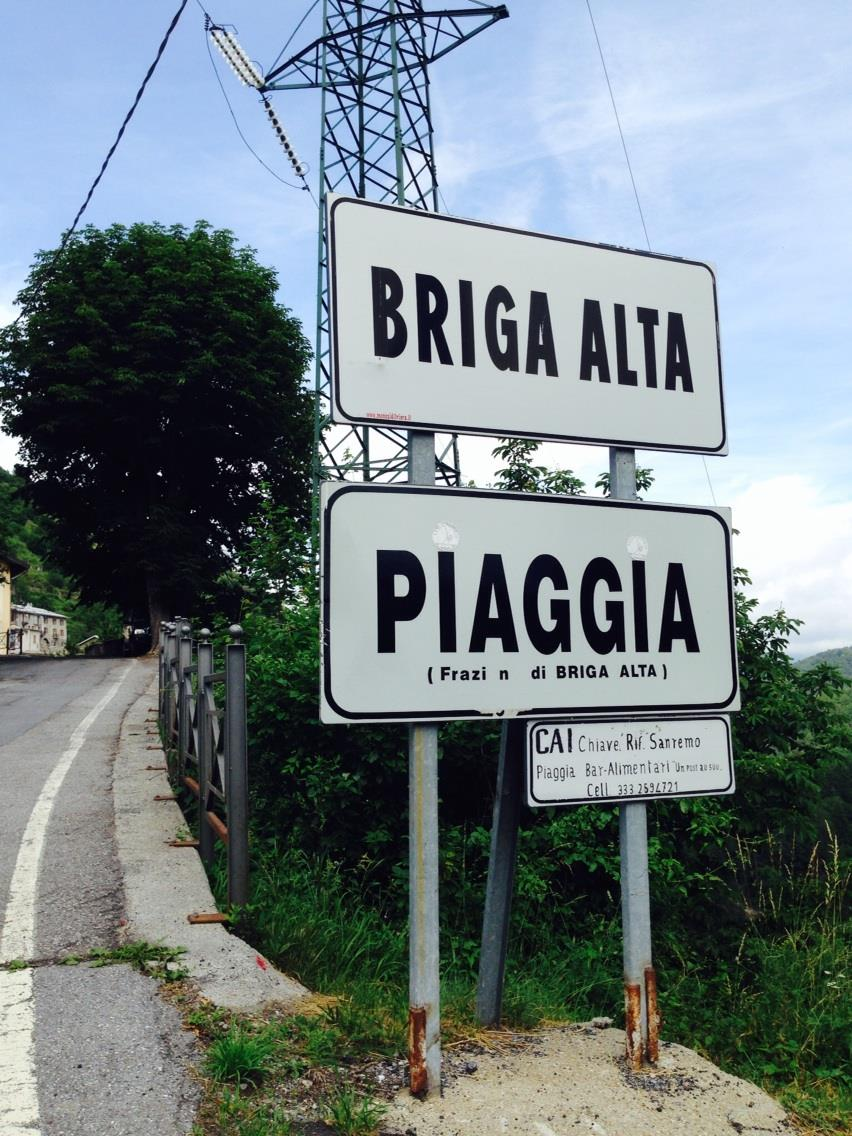
Cartello d'ingresso a Piaggia di Briga Alta, sede comunale.

Come parte del comune unico di Briga, il territorio di Briga Alta fu parte del Dipartimento delle Alpi Marittime durante il periodo napoleonico dal 1796 al 1814.

### Simboli
Nello stemma comunale appare il motto latino Fracta resurget, ovvero "Spezzata risorgerà", simbolo di un paese in grado di reagire alle ferite provocate dalla storia al suo territorio.

## Società

### Evoluzione demografica
Abitanti censiti

Dal 1871, anno in cui venne fatto il censimento con il maggior numero di cittadini residenti, ad oggi il comune ha perso il 96,47% della sua popolazione.

## Monumenti e luoghi d'interesse

### Architetture religiose
La parrocchia fa parte della diocesi di Ventimiglia-San Remo

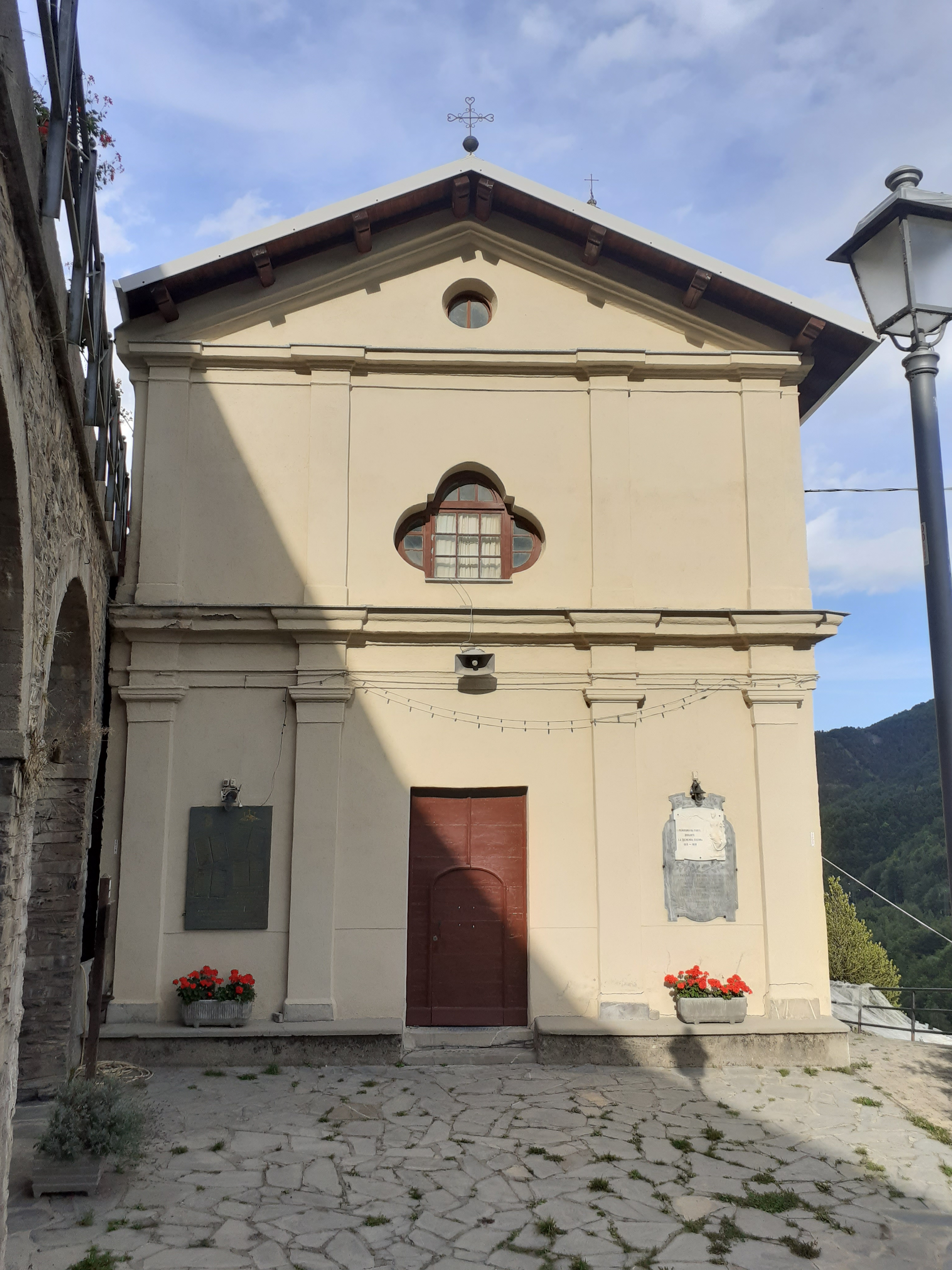
La parrocchiale di Piaggia

- Chiesa parrocchiale di San Giacomo Maggiore in località Piaggia
- Chiesa parrocchiale della Madonna della Neve in località Carnino Superiore
- Chiesa di San Rocco in località Carnino Inferiore
- Chiesa della Madonna della Neve in località Upega
- Chiesa parrocchiale di Sant'Anna in località Upega
- Chiesa montana di Sant'Erim[8] (Sant'Elmo o Sant'Erasmo) in località Valle dei Maestri

### Ambienti naturali
- Gola delle Fascette in località Upega
- Complessi speleologici delle Fascette in località Upega e di Piaggia Bella in località Carnino
- Bosco delle Navette e Bosco Nero in località Upega
- Parco naturale del Marguareis (parte) in località Carnino
- Complesso del Monte Marguareis in località Carnino

## Geografia antropica
Etnicamente tutto il territorio comunale, è da considerarsi parte integrante della Terra Brigasca (Tera Brigašca in lingua locale, Pays Brigasque in francese), area integrata nel territorio linguisticamente ligure, che è raggiungibile solo attraversando Salse, frazione di Mendatica nella provincia di Imperia.

## Amministrazione
| Periodo           | Periodo           | Primo cittadino  | Partito                     | Carica      | Note   |
| ----------------- | ----------------- | ---------------- | --------------------------- | ----------- | ------ |
| 15 luglio 1988    | 28 aprile 1997    | Guido Lanteri    | Movimento Sociale Italiano  | Sindaco     | [ 9 ]  |
| 28 aprile 1997    | 14 maggio 2001    | Guido Lanteri    | Indipendente                | Sindaco     | [ 9 ]  |
| 14 maggio 2001    | 30 maggio 2006    | Mario Zintilini  | Indipendente                | Sindaco     | [ 9 ]  |
| 30 maggio 2006    | 18 ottobre 2008   | Guido Lanteri    | lista civica                | Sindaco     | [ 9 ]  |
| 18 ottobre 2008   | 8 giugno 2009     | Commissariamento | -                           | Commissario | [ 10 ] |
| 8 giugno 2009     | 26 maggio 2014    | Mario Zintilini  | lista civica                | Sindaco     | [ 9 ]  |
| 26 maggio 2014    | 25 giugno 2019    | Ivo Alberti      | lista civica: tre campanili | Sindaco     | [ 9 ]  |
| 25 giugno 2019    | 21 settembre 2020 | Commissariamento | -                           | Commissario | [ 11 ] |
| 21 settembre 2020 | in carica         | Federica Lanteri | lista civica                | Sindaco     | [ 12 ] |